# 1430 Somalia
Az 1430 Somalia (ideiglenes jelöléssel 1937 NK) a Naprendszer kisbolygóövében található aszteroida. Cyril Jackson fedezte fel 1937. július 5-én, Johannesburgban.